# Mamica Kastrioti
Mamica Kastrioti (ur. w XV w.) – najmłodsza siostra Skanderbega, żona Karla Muzaki Thopii.

## Życiorys
Była córką Gjona Kastriotiego (Kastrioty) i jego żony Voisavy Kastrioti. 26 stycznia 1445 poślubiła Karla Muzakę Thopię, przywódcę wpływowego rodu Thopia. Mimo, iż Karl był już wcześniej żonaty z Suiną Muzaką, Skanderbeg nakłonił go do rozstania z pierwszą żoną i do poślubienia jego siostry.
Ze związku Mamicy Kastrioti i Karla Muzaki Thopii przyszło na świat sześcioro dzieci: czterech synów i dwie córki. Karl zginął w 1455 w czasie oblężenia Beratu. Po śmierci Karla, Skanderbeg przekazał siostrze we władanie zamek w Petreli, był to jeden z kluczowych punktów oporu Albańczyków przeciwko siłom osmańskim. Dalsze losy Mamicy Kastrioti nie są znane.
W filmie Skanderbeg (1953), w rolę Mamicy Kastrioti wcieliła się Adivije Alibali.